# Труды (Ливенский район)
Труды — деревня в Ливенском районе Орловской области России.
Входит в Здоровецкое сельское поселение.

## География
Расположена на левом берегу реки Труды, юго-восточнее посёлка Отрадный, с которым соединена просёлочной дорогой.
На противоположном берегу реки находится село Ровнец Нижне-Жерновского сельского поселения.

## Население
| 2010 |
| ---- |
| 5    |